# Gijs Naber
Gijs Naber, né le 9 août 1980 à Vinkeveen, est un acteur néerlandais.

## Vie privée
Il est actuellement en couple avec l'actrice néerlandaise Thekla Reuten.

## Filmographie
- 2004 : Cool! de Theo van Gogh
- 2004 : 06/05 de Theo van Gogh[3]
- 2005 : Johan de Nicole van Kilsdonk : Willem Dros[4]
- 2009 : The Last Days of Emma Blank d'Alex van Warmerdam : Theo[5]
- 2010 : Majesty de Peter de Baan[6]
- 2010 : Happily Ever After de Pieter Kramer[7]
- 2010 : Loft d'Antoinette Beumer[8]
- 2011 : The Heineken Kidnapping de Maarten Treurniet : Cor van Hout[9]
- 2014 : Aanmodderfakker de Michiel ten Horn : Thijs[10]
- 2015 : Jack's Wish d'Anne de Clercq : Willy[11]
- 2016 : Mister Coconut de Margien Rogaar[12]
- 2017 : Het Verlangen de Joram Lürsen : Marc Goudemondt[13]
- 2017 : Oh Baby de Thomas Acda : Ruben[14]
- 2017 : Tulipani, Love, Honour and a Bicycle de Mike van Diem : Gauke[15]
- 2018 : Redbad de Roel Reiné : Redbad[16]
- 2021 : L'histoire de ma femme de Ildiko Enyedi : Jakob Störr
- 2022 : Faithfully Yours d'André van Duren : Luuk Luijten

### Séries télévisées
- 2010-2017 : Penoza de Johan Nijenhuis : Lucas Albema[17]